# Megalotica
Megalotica ilà một chi bướm đêm thuộc họ Geometridae.

## Các loài
- Megalotica aphoristis (Meyrick, 1899)
- Megalotica holombra (Meyrick, 1899)